# Lista över fornlämningar i Linköpings kommun (Vårdnäs)
Lista över fornlämningar i Linköpings kommun (Vårdnäs) är en förteckning av ett urval av de fornlämningar som finns i Vårdnäs i Linköpings kommun.
| Namn                         | Lämningstyp                      | Tillkomsttid | Historisk indelning   | Plats | Läge                 | ID-nr          | Bild                                 |
| ---------------------------- | -------------------------------- | ------------ | --------------------- | ----- | -------------------- | -------------- | ------------------------------------ |
| Vårdnäs 12:1                 | Stensättning                     |              | Vårdnäs, Östergötland |       | 58.172552, 15.689926 | 10052800120001 | Ladda upp en bild av detta fornminne |
| Vårdnäs 15:1                 | Stensättning                     |              | Vårdnäs, Östergötland |       | 58.186582, 15.669070 | 10052800150001 | Ladda upp en bild av detta fornminne |
| Vårdnäs 15:3                 | Stensättning                     |              | Vårdnäs, Östergötland |       | 58.186126, 15.669022 | 10052800150003 | Ladda upp en bild av detta fornminne |
| Vårdnäs 17:1                 | Hög                              |              | Vårdnäs, Östergötland |       | 58.193966, 15.665025 | 10052800170001 | Ladda upp en bild av detta fornminne |
| Vårdnäs 18:1                 | Gravfält                         |              | Vårdnäs, Östergötland |       | 58.194374, 15.663244 | 10052800180001 | Ladda upp en bild av detta fornminne |
| Vårdnäs 19:1                 | Stensättning                     |              | Vårdnäs, Östergötland |       | 58.195776, 15.672010 | 10052800190001 | Ladda upp en bild av detta fornminne |
| Vårdnäs 20:1                 | Gravfält                         |              | Vårdnäs, Östergötland |       | 58.195513, 15.673298 | 10052800200001 | Ladda upp en bild av detta fornminne |
| Vårdnäs 21:1                 | Stensättning                     |              | Vårdnäs, Östergötland |       | 58.198261, 15.673961 | 10052800210001 | Ladda upp en bild av detta fornminne |
| Borgarberget (Vårdnäs 26:1)  | Fornborg                         |              | Vårdnäs, Östergötland |       | 58.187822, 15.685218 | 10052800260001 | Ladda upp en bild av detta fornminne |
| Vårdnäs 27:1                 | Gravfält                         |              | Vårdnäs, Östergötland |       | 58.200626, 15.673643 | 10052800270001 | Ladda upp en bild av detta fornminne |
| Vårdnäs 28:1                 | Gravfält                         |              | Vårdnäs, Östergötland |       | 58.206770, 15.667146 | 10052800280001 | Ladda upp en bild av detta fornminne |
| Vårdnäs 32:1                 | Gravfält                         |              | Vårdnäs, Östergötland |       | 58.209110, 15.657869 | 10052800320001 | Ladda upp en bild av detta fornminne |
| Vårdnäs 33:1                 | Stensättning                     |              | Vårdnäs, Östergötland |       | 58.211268, 15.650896 | 10052800330001 | Ladda upp en bild av detta fornminne |
| Vårdnäs 33:2                 | Stensättning                     |              | Vårdnäs, Östergötland |       | 58.211361, 15.650650 | 10052800330002 | Ladda upp en bild av detta fornminne |
| Vårdnäs 36:1                 | Stensättning                     |              | Vårdnäs, Östergötland |       | 58.216869, 15.649979 | 10052800360001 | Ladda upp en bild av detta fornminne |
| Vårdnäs 36:2                 | Stensättning                     |              | Vårdnäs, Östergötland |       | 58.216829, 15.650211 | 10052800360002 | Ladda upp en bild av detta fornminne |
| Vårdnäs 36:3                 | Stensättning                     |              | Vårdnäs, Östergötland |       | 58.216956, 15.650131 | 10052800360003 | Ladda upp en bild av detta fornminne |
| Vårdnäs 39:1                 | Stensättning                     |              | Vårdnäs, Östergötland |       | 58.223254, 15.654871 | 10052800390001 | Ladda upp en bild av detta fornminne |
| Vårdnäs 40:1                 | Stensättning                     |              | Vårdnäs, Östergötland |       | 58.222986, 15.656138 | 10052800400001 | Ladda upp en bild av detta fornminne |
| Vårdnäs 42:1                 | Gravfält                         |              | Vårdnäs, Östergötland |       | 58.226215, 15.644904 | 10052800420001 | Ladda upp en bild av detta fornminne |
| Vårdnäs 43:1                 | Stensättning                     |              | Vårdnäs, Östergötland |       | 58.228774, 15.637822 | 10052800430001 | Ladda upp en bild av detta fornminne |
| Vårdnäs 50:1                 | Stensättning                     |              | Vårdnäs, Östergötland |       | 58.233698, 15.633129 | 10052800500001 | Ladda upp en bild av detta fornminne |
| Vårdnäs 52:1                 | Stensättning                     |              | Vårdnäs, Östergötland |       | 58.226527, 15.626538 | 10052800520001 | Ladda upp en bild av detta fornminne |
| Borgareberget (Vårdnäs 57:1) | Fornborg                         |              | Vårdnäs, Östergötland |       | 58.215989, 15.610302 | 10052800570001 | Ladda upp en bild av detta fornminne |
| Vårdnäs 93:1                 | Stensättning                     |              | Vårdnäs, Östergötland |       | 58.226247, 15.684638 | 10052800930001 | Ladda upp en bild av detta fornminne |
| Vårdnäs 95:1                 | Stensättning                     |              | Vårdnäs, Östergötland |       | 58.227470, 15.674069 | 10052800950001 | Ladda upp en bild av detta fornminne |
| Vårdnäs 96:1                 | Gravfält                         |              | Vårdnäs, Östergötland |       | 58.228091, 15.684602 | 10052800960001 | Ladda upp en bild av detta fornminne |
| Vårdnäs 101:1                | Stensättning                     |              | Vårdnäs, Östergötland |       | 58.200718, 15.675259 | 10052801010001 | Ladda upp en bild av detta fornminne |
| Vårdnäs 101:2                | Stensättning                     |              | Vårdnäs, Östergötland |       | 58.200708, 15.675402 | 10052801010002 | Ladda upp en bild av detta fornminne |
| Vårdnäs 101:3                | Stensättning                     |              | Vårdnäs, Östergötland |       | 58.200573, 15.675492 | 10052801010003 | Ladda upp en bild av detta fornminne |
| Vårdnäs 108:1                | Stensättning                     |              | Vårdnäs, Östergötland |       | 58.206728, 15.665204 | 10052801080001 | Ladda upp en bild av detta fornminne |
| Vårdnäs 108:2                | Stensättning                     |              | Vårdnäs, Östergötland |       | 58.206431, 15.665426 | 10052801080002 | Ladda upp en bild av detta fornminne |
| Vårdnäs 148:1                | Stensättning                     |              | Vårdnäs, Östergötland |       | 58.244250, 15.732244 | 10052801480001 | Ladda upp en bild av detta fornminne |
| Väddåker (Vårdnäs 172:1)     | Lägenhetsbebyggelse              |              | Vårdnäs, Östergötland |       | 58.237733, 15.668054 | 10052801720001 | Ladda upp en bild av detta fornminne |
| Vårdnäs 203:1                | Gravfält                         |              | Vårdnäs, Östergötland |       | 58.233068, 15.679299 | 10052802030001 | Ladda upp en bild av detta fornminne |
| Vårdnäs 205:1                | Gravfält                         |              | Vårdnäs, Östergötland |       | 58.236637, 15.675905 | 10052802050001 | Ladda upp en bild av detta fornminne |
| Vårdnäs 210:1                | Stensättning                     |              | Vårdnäs, Östergötland |       | 58.237272, 15.671645 | 10052802100001 | Ladda upp en bild av detta fornminne |
| Vårdnäs 232:1                | Röse                             |              | Vårdnäs, Östergötland |       | 58.218899, 15.762187 | 10052802320001 | Ladda upp en bild av detta fornminne |
| Vårdnäs 235:1                | Stensättning                     |              | Vårdnäs, Östergötland |       | 58.216098, 15.768966 | 10052802350001 | Ladda upp en bild av detta fornminne |
| Bosholmen (Vårdnäs 264:1)    | Husgrund, historisk tid          |              | Vårdnäs, Östergötland |       | 58.241515, 15.685201 | 10052802640001 | Ladda upp en bild av detta fornminne |
| Vårdnäs 272:1                | Stensättning                     |              | Vårdnäs, Östergötland |       | 58.244139, 15.685776 | 10052802720001 | Ladda upp en bild av detta fornminne |
| Vårdnäs 272:2                | Stensättning                     |              | Vårdnäs, Östergötland |       | 58.244150, 15.686069 | 10052802720002 | Ladda upp en bild av detta fornminne |
| Vårdnäs 272:3                | Stensättning                     |              | Vårdnäs, Östergötland |       | 58.244188, 15.685409 | 10052802720003 | Ladda upp en bild av detta fornminne |
| Vårdnäs 272:4                | Grav markerad av sten/block      |              | Vårdnäs, Östergötland |       | 58.243920, 15.686428 | 10052802720004 | Ladda upp en bild av detta fornminne |
| Vårdnäs 272:5                | Grav markerad av sten/block      |              | Vårdnäs, Östergötland |       | 58.243953, 15.686323 | 10052802720005 | Ladda upp en bild av detta fornminne |
| Vårdnäs 273:1                | Stensättning                     |              | Vårdnäs, Östergötland |       | 58.248250, 15.683850 | 10052802730001 | Ladda upp en bild av detta fornminne |
| Henriksberg (Vårdnäs 310)    | Lägenhetsbebyggelse              |              | Vårdnäs, Östergötland |       | 58.257755, 15.613461 | 12000000127132 | Ladda upp en bild av detta fornminne |
| Kalmar (Vårdnäs 327)         | Lägenhetsbebyggelse              |              | Vårdnäs, Östergötland |       | 58.244074, 15.597171 | 12000000128912 | Ladda upp en bild av detta fornminne |
| Vårdnäs 337                  | Husgrund, förhistorisk/medeltida |              | Vårdnäs, Östergötland |       | 58.236329, 15.623279 | 12000000131967 | Ladda upp en bild av detta fornminne |